# Хафізе Шахін
Хафізе Шахін (тур. Hafize Şahin; нар. 1 січня 1992, Манавґат, провінція Анталья) — турецька борчиня вільного стилю, срібна та бронзова призерка чемпіонатів Європи, учасниця Олімпійських ігор.

## Біографія
Боротьбою почала займатися з 2004 року у своєму рідному місті. В різних вікових групах бореться у складі національної збірної з 2007 року. У 2007 та 2009 роках двічі ставала бронзовою призеркою чемпіонатів Європи серед кадетів. У 2010 завоювала титул віце-чемпіонки Європи серед юніорів. У 2012 повторила це досягнення і на континентальному і на світовому рівні. Бронзова призерка чемпіонату Європи 2015 року у віковій групі до 23 років. Дворазова бронзова призерка студентських чемпіонатів світу (2010, 2012).

## Спортивні результати на міжнародних змаганнях

### Виступи на Олімпіадах
| Змагання                    | Збірна    | Вагова категорія          | Місце |
| --------------------------- | --------- | ------------------------- | ----- |
| Літні Олімпійські ігри 2016 | Туреччина | жіноча боротьба, до 63 кг | 7     |

### Виступи на Чемпіонатах світу
| Змагання                        | Збірна    | Вагова категорія          | Місце |
| ------------------------------- | --------- | ------------------------- | ----- |
| Чемпіонат світу з боротьби 2015 | Туреччина | жіноча боротьба, до 60 кг | 10    |
| Чемпіонат світу з боротьби 2017 | Туреччина | жіноча боротьба, до 63 кг | 5     |

### Виступи на Чемпіонатах Європи
| Змагання                         | Збірна    | Вагова категорія          | Місце  |
| -------------------------------- | --------- | ------------------------- | ------ |
| Чемпіонат Європи з боротьби 2010 | Туреччина | жіноча боротьба, до 51 кг | 9      |
| Чемпіонат Європи з боротьби 2011 | Туреччина | жіноча боротьба, до 55 кг | 16     |
| Чемпіонат Європи з боротьби 2012 | Туреччина | жіноча боротьба, до 59 кг | 12     |
| Чемпіонат Європи з боротьби 2013 | Туреччина | жіноча боротьба, до 59 кг | Бронза |
| Чемпіонат Європи з боротьби 2014 | Туреччина | жіноча боротьба, до 60 кг | Срібло |
| Чемпіонат Європи з боротьби 2016 | Туреччина | жіноча боротьба, до 63 кг | 7      |
| Чемпіонат Європи з боротьби 2017 | Туреччина | жіноча боротьба, до 63 кг | 13     |

### Виступи на Європейських іграх
| Змагання              | Збірна    | Вагова категорія          | Місце |
| --------------------- | --------- | ------------------------- | ----- |
| Європейські ігри 2015 | Туреччина | жіноча боротьба, до 60 кг | 10    |

### Виступи на інших змаганнях
| Змагання                                                         | Збірна    | Вагова категорія          | Місце  |
| ---------------------------------------------------------------- | --------- | ------------------------- | ------ |
| Турнір Дана Колова — Николи Петрова 2010                         | Туреччина | жіноча боротьба, до 51 кг | Бронза |
| Чемпіонат світу з боротьби серед студентів 2010                  | Туреччина | жіноча боротьба, до 55 кг | Бронза |
| Турнір Дана Колова — Николи Петрова 2011                         | Туреччина | жіноча боротьба, до 55 кг | Золото |
| Турнір Яшара Догу 2012                                           | Туреччина | жіноча боротьба, до 59 кг | Золото |
| Середземноморський чемпіонат з боротьби 2012                     | Туреччина | жіноча боротьба, до 59 кг | Золото |
| Чемпіонат світу з боротьби серед студентів 2012                  | Туреччина | жіноча боротьба, до 59 кг | Бронза |
| Турнір Дана Колова — Николи Петрова 2013                         | Туреччина | жіноча боротьба, до 59 кг | 7      |
| Гран-прі Німеччини з боротьби 2013                               | Туреччина | жіноча боротьба, до 59 кг | Бронза |
| Середземноморські ігри 2013                                      | Туреччина | жіноча боротьба, до 59 кг | Золото |
| Літня Універсіада 2013                                           | Туреччина | жіноча боротьба, до 63 кг | 14     |
| Турнір Дана Колова — Николи Петрова 2014                         | Туреччина | жіноча боротьба, до 60 кг | Срібло |
| Турнір Дана Колова — Николи Петрова 2015                         | Туреччина | жіноча боротьба, до 60 кг | Бронза |
| Відкритий чемпіонат Польщі з боротьби 2015                       | Туреччина | жіноча боротьба, до 60 кг | 9      |
| Кубок Алроси 2015                                                | Туреччина | жіноча боротьба, до 63 кг | 4      |
| Турнір Яшара Догу 2016                                           | Туреччина | жіноча боротьба, до 63 кг | Золото |
| Klippan Lady Open 2016                                           | Туреччина | жіноча боротьба, до 63 кг | 13     |
| Олімпійський кваліфікаційний турнір з боротьби 2016 (Зренянин)   | Туреччина | жіноча боротьба, до 63 кг | 5      |
| Олімпійський кваліфікаційний турнір з боротьби 2016 (Улан-Батор) | Туреччина | жіноча боротьба, до 63 кг | Золото |
| Турнір Яшара Догу 2017                                           | Туреччина | жіноча боротьба, до 63 кг | Золото |
| Ігри ісламської солідарності 2017                                | Туреччина | жіноча боротьба, до 63 кг | Срібло |
| Меморіал Іона Корнеану і Ладислава Сімона 2017                   | Туреччина | жіноча боротьба, до 69 кг | Срібло |

### Виступи на змаганнях молодших вікових груп
| Змагання                                       | Збірна    | Вагова категорія          | Місце  |
| ---------------------------------------------- | --------- | ------------------------- | ------ |
| Чемпіонат Європи з боротьби серед кадетів 2007 | Туреччина | жіноча боротьба, до 40 кг | Бронза |
| Чемпіонат Європи з боротьби серед кадетів 2008 | Туреччина | жіноча боротьба, до 43 кг | 5      |
| Чемпіонат Європи з боротьби серед кадетів 2009 | Туреччина | жіноча боротьба, до 46 кг | Бронза |
| Чемпіонат світу з боротьби серед юніорів 2009  | Туреччина | жіноча боротьба, до 48 кг | 8      |
| Чемпіонат Європи з боротьби серед юніорів 2010 | Туреччина | жіноча боротьба, до 55 кг | Срібло |
| Чемпіонат світу з боротьби серед юніорів 2010  | Туреччина | жіноча боротьба, до 55 кг | 11     |
| Чемпіонат світу з боротьби серед юніорів 2011  | Туреччина | жіноча боротьба, до 55 кг | 5      |
| Чемпіонат Європи з боротьби серед юніорів 2012 | Туреччина | жіноча боротьба, до 59 кг | Срібло |
| Чемпіонат світу з боротьби серед юніорів 2012  | Туреччина | жіноча боротьба, до 59 кг | Срібло |
| Чемпіонат Європи з боротьби до 23 років 2015   | Туреччина | жіноча боротьба, до 60 кг | Бронза |